# Sesimbra
Sesimbra is een plaats en gemeente in het Portugese district Setúbal.
De gemeente heeft een totale oppervlakte van 196 km² en telde 37.567 inwoners in 2001.
De Cabo Espichel ligt in deze gemeente.

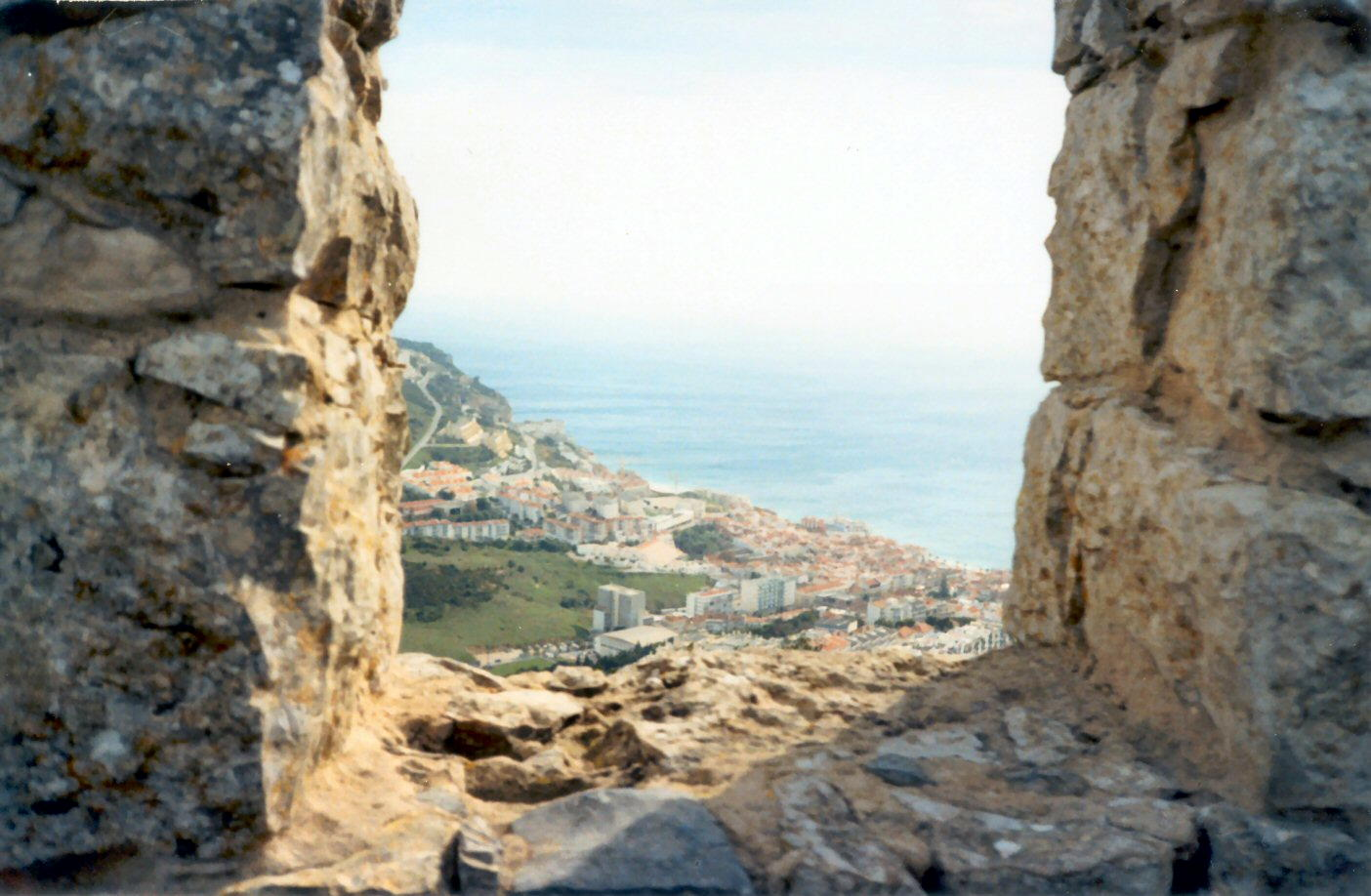
Gezicht op Sesimbra vanaf kasteel

Altea · Bad Kötzting · Bellagio · Bundoran · Chojna · Granville · Holstebro · Houffalize · Judenburg · Karkkila · Kőszeg · Meerssen · Niederanven · Oxelösund · Preveza · Rovinj · Sesimbra · Sherborne · Sigulda · Sušice · Türi